# Zanoni Demettino Castro
Zanoni Demettino Castro (* 23. Januar 1962 in Vitória da Conquista) ist ein brasilianischer Geistlicher und römisch-katholischer Erzbischof von Feira de Santana.

## Leben
Zanoni Demettino Castro empfing am 28. Dezember 1986 die Priesterweihe.
Papst Benedikt XVI. ernannte ihn am 3. Oktober 2007 zum Bischof von São Mateus. Der Erzbischof von Mariana, Geraldo Lyrio Rocha, spendete ihm am 24. November desselben Jahres die Bischofsweihe; Mitkonsekratoren waren Celso José Pinto da Silva, Erzbischof von Teresina, und Aldo Gerna MCCJ, Altbischof von São Mateus. Als Wahlspruch wählte er ECCE MITTE ME. Die Amtseinführung fand am 15. Dezember desselben Jahres statt.
Papst Franziskus ernannte ihn am 3. Dezember 2014 zum Koadjutorerzbischof von Feira de Santana.
Mit dem altersbedingten Rücktritt Itamar Navildo Vians OFMCap am 18. November 2015 folgte er diesem als Erzbischof von Feira de Santana nach.